# Cephaloidophora anisogammari
Cephaloidophora anisogammari is een soort in de taxonomische indeling van de Myzozoa, een stam van microscopische parasitaire dieren. Het organisme komt uit het geslacht Cephaloidophora en behoort tot de familie Cephaloidophoridae. Cephaloidophora anisogammari werd in 1971 ontdekt door Hoshide.